# DIN 6844
Die DIN-Norm DIN 6844 des Deutschen Instituts für Normung regelt die notwendige Ausstattung von nuklearmedizinischen Betrieben.

## Unterteilung

### DIN 6844-1
- Regeln für die Errichtung und Ausstattung von Betrieben zur diagnostischen Anwendung von offenen radioaktiven Stoffen
- Ausgabe 5.2020

### DIN 6844-2
- Regeln für die Errichtung und Ausstattung von Betrieben zur therapeutischen Anwendung von offenen radioaktiven Stoffen
- Ausgabe 5.2020

### DIN 6844-3
- Strahlenschutzberechnungen
- Ausgabe 7.2020